# Promotor (biologi)
Inden for biologi og bioteknologien er en promotor en DNA-sekvens der kontrollerer transskriptionen af et gen. Typisk ligger promotoren omkring starten af genet, men positionen kan variere.
I eukaryote organismer genkendes promotore primært af transskriptionsfaktorer (som kan aktivere eller hæmme promoteren), mens de i prokaryote organismer genkendes af RNA polymerasen, især dens sigma-subunit.
I enkelte tilfælde kan promotore også findes på RNA; dette er dog kun tilfældet for visse typer virus.
| Naturvidenskab | Spire Denne naturvidenskabsartikel er en spire som bør udbygges. Du er velkommen til at hjælpe Wikipedia ved at udvide den. |